# 严鹏
严鹏（1936年8月—），男，江西南城人，中华人民共和国外交官。

## 生平
1958年，毕业于布拉格查理大学，进入中华人民共和国外交部工作。1995年6月，出任中华人民共和国驻捷克大使。1999年11月，自驻捷克大使离任。